# Haplogrupo R1b del cromosoma Y

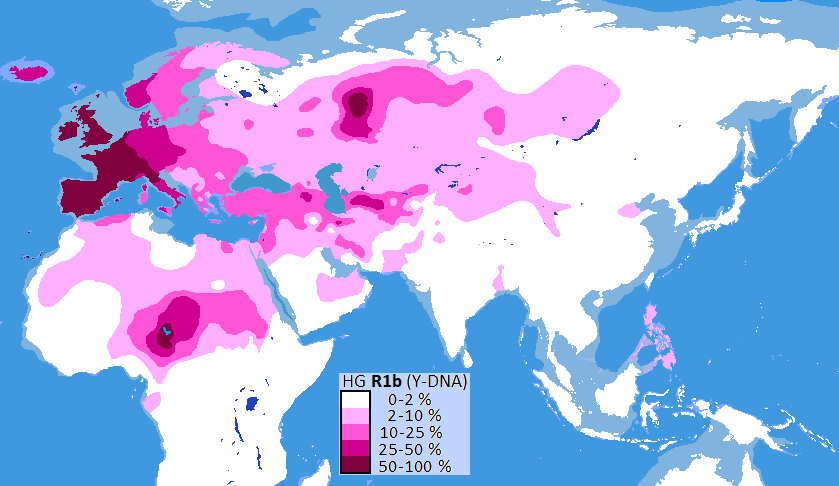
Distribución del haplogrupo R1b del cromosoma Y.

El haplogrupo R1b (M343) (inicialmente llamado Hg1 y Eu18) es el haplogrupo del cromosoma Y más común entre los habitantes de Europa Occidental, especialmente en las áreas más próximas al océano Atlántico, donde llega a alcanzar el 90 % de los pobladores. Actualmente también es frecuente entre los habitantes de América y Oceanía, debido a la emigración. Porcentajes menores pueden encontrarse en Europa del Este, Anatolia, Asia Central, Cercano Oriente, Sur de Asia y en África, como en los árabes argelinos donde alcanza el 10 %, norte de Camerún, región del Nilo y del Sahel. 
El haplogrupo R1b se define por la presencia de unos 29 polimorfismos de nucleótido simple (SNP), el más conocido de los cuales es M343, descubierto en 2004. Deriva de R1-M173, originándose probablemente en el Cercano Oriente hace casi 20 000 años y sus principales descendientes son M269 (Europa), M73 (Eurasia Central) y V88 (África).

## Origen y expansión
R1b (M343) se origina en el Paleolítico superior, hace aproximadamente 23 mil años. Algunas variantes al este hace postular en algunos genetistas un origen en Cercano Oriente o Asia Central y en este caso se le da una antigüedad de 18 500 años. La variante R1b-M269 llega a Europa durante la Edad del Bronce procedente del Cáucaso y de las estepas del Mar Negro, entrando en Europa Occidental a partir del 2500 a. C., junto con la dispersión de las lenguas indoeuropeas. La predominancia de R1b y R1a en Europa, demostraría que la mayor parte del acervo genético patrilineal europeo proviene de migraciones posneolíticas, mientras que la mayor parte de la genética matrilineal viene del Paleolítico. Análogamente, la variante R1b-V88 se expande por África durante el Neolítico, hace unos 9000 años.
Si bien R1b tiene la mayor frecuencia en Europa Occidental, también se ha afirmado que podría haberse originado en Anatolia (actual Turquía) donde hay alta diversidad, durante la Edad de hielo; en un primer momento se relacionó con la cultura auriñaciense (32 000 - 21 000 AC). La evidencia arqueológica parece demostrar la llegada de la cultura auriñacience a Anatolia desde Europa durante el Paleolítico superior en lugar de tener un origen en la meseta iraní. Esta cultura se asocia tradicionalmente con el Hombre de cromañón, quienes fueron los primeros humanos modernos en entrar a Europa; de tal manera se consideró que los europeos de las costas del Atlántico con mayor frecuencia de R1b conservarían el linaje de los primeros pobladores de Europa, en especial aquellos de origen celta y poblaciones de la península ibérica. Así mismo, estas teorías asociaron la expansión de R1b por Europa con la difusión de la Cultura del Vaso Campaniforme.
No obstante, nuevas investigaciones han obligado a revisar estas teorías, puesto que mientras que solo se han hallado muestras de R1b-M269 en el campaniforme alemán —el más tardío—, no se ha hallado muestra alguna de R1b-M269 en restos humanos del campaniforme en Francia ni en la península ibérica —lugar de origen de esta cultura—, por lo que la explicación más probable es que los últimos tiempos de la difusión del Campaniforme coincidieran en Europa Central con la llegada de los indoeuropeos. Se ha descubierto que la variante europea (M269) no entró a Europa antes de la Edad del Bronce, encontrándose con que la gran mayoría de mutaciones de esta variante datan su presencia en Europa Central y Occidental a finales de dicha edad. El haplogrupo R1b en Europa se asocia a la llegada de la Edad del Bronce y simultáneamente a la expansión de las lenguas indoeuropeas, por lo que ha sido sugerido como candidato para un origen indoeuropeo. El hallazgo importante de R1b-M269 en restos masculinos de yacimientos arqueológicos protoindoeuropeos, como los de las culturas Jvalynsk o yamna parece reforzar esta teoría, sin embargo parece que se trata de la variante Z2103 de R-M269, la cual es muy escasa en Europa No obstante, la variante mayoritaria en Europa, L51, desciende, al igual que Z2103, de M269, y hasta la fecha no se ha hallado ninguna muestra de R1b-L51 o de otras variantes de M269 en restos arqueológicos europeos anteriores a la Edad del Bronce, lo que parece confirmar la teoría del origen indoeuropeo de R1b-M269 en Europa.. Sin embargo, queda la cuestión de cómo explicar la altísima frecuencia de dicho haplogrupo tanto entre los vascos como en  las zonas más distantes de la presunta patria indoeuropea (Irlanda y Highland), o  en las zonas donde notoriamente vivieron hasta la romanización poblaciones  pre-indoeuropeas (Aquitania, el Levante español, Etruria). En cambio el haplogrupo R1b resulta  casi ausente en las region que se presume es la patria de origen de las poblaciones indoeuropeas (Ucrania y las estepas euroasiáticas, cuya población es principalmente R1a).

## Distribución
Se encuentra ampliamente distribuido en Eurasia Occidental, pero principalmente en Europa Occidental (ver mapa R1b).

### Europa occidental
Las frecuencias más altas se encuentran en poblaciones de Europa Atlántica principalmente en vascos 87% y galeses 89%. Seguidamente en los irlandeses 81%, escoceses 77%, españoles 72%, ingleses 60%, belgas: 63.0%, y portugueses del sur 50%. Encontramos menos frecuencia en los italianos (Italia continental: 40%, sicilianos: 24.5%, sardos: 19%,), alemanes: 39%, checos 35.6%, noruegos: 25.9%, suecos: 20%., y croatas: 15.7%.
Particularmente en España, se encontró en menor porcentaje en Galicia con 58% y Andalucía Occidental 55%,  mientras que Andalucía Oriental y el centro- norte de España, Castilla la Vieja, alcanzaban un 72%, los porcentajes más elevados junto con Cataluña y País Vasco, y cerca de los niveles de R1b más altos de Europa por encima del 80% obtenidos en Gales, Irlanda y la Bretaña francesa.

### Europa oriental y Cáucaso
Encontramos en eslovacos: 35.6%, polacos: 11.6% -16.4%, letones: 15%, húngaros: 13.3%, griegos: 13.5% -22.8%, albanos: 17.6%, rumanos: 13%, eslovenos: 21%, búlgaros: 17.0%, serbios: 10.6% y rusos: 2.8%. -21.3%, baskires: 87%
En el Cáucaso se presenta 43% en osetios y 32.4% en armenios.

### Asia
En Asia encontramos R1(xR-M17) 37% en turcomanos, lo cual probablemente es R1b en su mayor parte, 40% en la zona del mar Muerto (en Jordania) y 8% en general en Jordania. 16.3% en Turquía, 13% en Filipinas, 11.3% en Irak, 11.2% en kurdos 10% en judíos askenazí, 9.9% en sirios, 9.8% en uzbekos (Wells2001), 18% en uzbekos de Afganistán, 7.4% en Pakistán y menor frecuencia en otras poblaciones.

### África
En el noreste de África hay una frecuencia del 40% en los hausas de Sudán y en general en Sudán 10%. En el noroeste hay 10.8% en Argelia y menor presencia en otras poblaciones de Noráfrica. 
Se presenta en alta frecuencia en el norte de Camerún (60.7–94.7%), especialmente en los uldeme. Se encontró 3% en los fante de Ghana, 9% en los bassa del sur de Camerún, 5% en los herero de Namibia, 4%  en los ambo de Namibia y 4% en Egipto y Túnez.

### América
En nativos americanos es común especialmente en los pueblos algonquinos de Norteamérica y no se ha demostrado aún si su origen está relacionado con el mestizaje europeo  o es debido a migraciones siberianas. Su presencia se identificó primero como P (M45), pero se refiere en realidad al haplogrupo R1b-P25 y el enigma de su origen se revelará luego de su estudio subcladístico.

### Siberia
Se ha encontrado el subclado R1b-M73 en bajas frecuencias en pueblos túrquicos del sur de Siberia.

## Subclados
Las principales ramas se relacionan del siguiente modo:

|      | S21: germánico |
|      | |
| S116 | \| \| DF27: vasco-ibérico \| \| \| \| \| \| S28: italo-céltico \| \| \| \| \| \| L21: céltico-atlántico \| \| \| \| |
|      | \| \| DF27: vasco-ibérico \| \| \| \| \| \| S28: italo-céltico \| \| \| \| \| \| L21: céltico-atlántico \| \| \| \| |
|      | DF27: vasco-ibérico                                                                                                 |
|      | |
|      | S28: italo-céltico                                                                                                  |
|      | |
|      | L21: céltico-atlántico                                                                                              |
|      | |

|  | DF27: vasco-ibérico    |
|  |                        |
|  | S28: italo-céltico     |
|  |                        |
|  | L21: céltico-atlántico |
|  |                        |

|      | S21: germánico |
|      | |
| S116 | \| \| DF27: vasco-ibérico \| \| \| \| \| \| S28: italo-céltico \| \| \| \| \| \| L21: céltico-atlántico \| \| \| \| |
|      | \| \| DF27: vasco-ibérico \| \| \| \| \| \| S28: italo-céltico \| \| \| \| \| \| L21: céltico-atlántico \| \| \| \| |
|      | DF27: vasco-ibérico                                                                                                 |
|      | |
|      | S28: italo-céltico                                                                                                  |
|      | |
|      | L21: céltico-atlántico                                                                                              |
|      | |

|  | DF27: vasco-ibérico    |
|  |                        |
|  | S28: italo-céltico     |
|  |                        |
|  | L21: céltico-atlántico |
|  |                        |

|      | S21: germánico |
|      | |
| S116 | \| \| DF27: vasco-ibérico \| \| \| \| \| \| S28: italo-céltico \| \| \| \| \| \| L21: céltico-atlántico \| \| \| \| |
|      | \| \| DF27: vasco-ibérico \| \| \| \| \| \| S28: italo-céltico \| \| \| \| \| \| L21: céltico-atlántico \| \| \| \| |
|      | DF27: vasco-ibérico                                                                                                 |
|      | |
|      | S28: italo-céltico                                                                                                  |
|      | |
|      | L21: céltico-atlántico                                                                                              |
|      | |

|  | DF27: vasco-ibérico    |
|  |                        |
|  | S28: italo-céltico     |
|  |                        |
|  | L21: céltico-atlántico |
|  |                        |

|      | S21: germánico |
|      | |
| S116 | \| \| DF27: vasco-ibérico \| \| \| \| \| \| S28: italo-céltico \| \| \| \| \| \| L21: céltico-atlántico \| \| \| \| |
|      | \| \| DF27: vasco-ibérico \| \| \| \| \| \| S28: italo-céltico \| \| \| \| \| \| L21: céltico-atlántico \| \| \| \| |
|      | DF27: vasco-ibérico                                                                                                 |
|      | |
|      | S28: italo-céltico                                                                                                  |
|      | |
|      | L21: céltico-atlántico                                                                                              |
|      | |

|  | DF27: vasco-ibérico    |
|  |                        |
|  | S28: italo-céltico     |
|  |                        |
|  | L21: céltico-atlántico |
|  |                        |

|      | S21: germánico |
|      | |
| S116 | \| \| DF27: vasco-ibérico \| \| \| \| \| \| S28: italo-céltico \| \| \| \| \| \| L21: céltico-atlántico \| \| \| \| |
|      | \| \| DF27: vasco-ibérico \| \| \| \| \| \| S28: italo-céltico \| \| \| \| \| \| L21: céltico-atlántico \| \| \| \| |
|      | DF27: vasco-ibérico                                                                                                 |
|      | |
|      | S28: italo-céltico                                                                                                  |
|      | |
|      | L21: céltico-atlántico                                                                                              |
|      | |

|  | DF27: vasco-ibérico    |
|  |                        |
|  | S28: italo-céltico     |
|  |                        |
|  | L21: céltico-atlántico |
|  |                        |

|      | S21: germánico |
|      | |
| S116 | \| \| DF27: vasco-ibérico \| \| \| \| \| \| S28: italo-céltico \| \| \| \| \| \| L21: céltico-atlántico \| \| \| \| |
|      | \| \| DF27: vasco-ibérico \| \| \| \| \| \| S28: italo-céltico \| \| \| \| \| \| L21: céltico-atlántico \| \| \| \| |
|      | DF27: vasco-ibérico                                                                                                 |
|      | |
|      | S28: italo-céltico                                                                                                  |
|      | |
|      | L21: céltico-atlántico                                                                                              |
|      | |

|  | DF27: vasco-ibérico    |
|  |                        |
|  | S28: italo-céltico     |
|  |                        |
|  | L21: céltico-atlántico |
|  |                        |

|      | S21: germánico |
|      | |
| S116 | \| \| DF27: vasco-ibérico \| \| \| \| \| \| S28: italo-céltico \| \| \| \| \| \| L21: céltico-atlántico \| \| \| \| |
|      | \| \| DF27: vasco-ibérico \| \| \| \| \| \| S28: italo-céltico \| \| \| \| \| \| L21: céltico-atlántico \| \| \| \| |
|      | DF27: vasco-ibérico                                                                                                 |
|      | |
|      | S28: italo-céltico                                                                                                  |
|      | |
|      | L21: céltico-atlántico                                                                                              |
|      | |

|  | DF27: vasco-ibérico    |
|  |                        |
|  | S28: italo-céltico     |
|  |                        |
|  | L21: céltico-atlántico |
|  |                        |

|      | S21: germánico |
|      | |
| S116 | \| \| DF27: vasco-ibérico \| \| \| \| \| \| S28: italo-céltico \| \| \| \| \| \| L21: céltico-atlántico \| \| \| \| |
|      | \| \| DF27: vasco-ibérico \| \| \| \| \| \| S28: italo-céltico \| \| \| \| \| \| L21: céltico-atlántico \| \| \| \| |
|      | DF27: vasco-ibérico                                                                                                 |
|      | |
|      | S28: italo-céltico                                                                                                  |
|      | |
|      | L21: céltico-atlántico                                                                                              |
|      | |

|  | DF27: vasco-ibérico    |
|  |                        |
|  | S28: italo-céltico     |
|  |                        |
|  | L21: céltico-atlántico |
|  |                        |

|      | S21: germánico |
|      | |
| S116 | \| \| DF27: vasco-ibérico \| \| \| \| \| \| S28: italo-céltico \| \| \| \| \| \| L21: céltico-atlántico \| \| \| \| |
|      | \| \| DF27: vasco-ibérico \| \| \| \| \| \| S28: italo-céltico \| \| \| \| \| \| L21: céltico-atlántico \| \| \| \| |
|      | DF27: vasco-ibérico                                                                                                 |
|      | |
|      | S28: italo-céltico                                                                                                  |
|      | |
|      | L21: céltico-atlántico                                                                                              |
|      | |

|  | DF27: vasco-ibérico    |
|  |                        |
|  | S28: italo-céltico     |
|  |                        |
|  | L21: céltico-atlántico |
|  |                        |

|      | S21: germánico |
|      | |
| S116 | \| \| DF27: vasco-ibérico \| \| \| \| \| \| S28: italo-céltico \| \| \| \| \| \| L21: céltico-atlántico \| \| \| \| |
|      | \| \| DF27: vasco-ibérico \| \| \| \| \| \| S28: italo-céltico \| \| \| \| \| \| L21: céltico-atlántico \| \| \| \| |
|      | DF27: vasco-ibérico                                                                                                 |
|      | |
|      | S28: italo-céltico                                                                                                  |
|      | |
|      | L21: céltico-atlántico                                                                                              |
|      | |

|  | DF27: vasco-ibérico    |
|  |                        |
|  | S28: italo-céltico     |
|  |                        |
|  | L21: céltico-atlántico |
|  |                        |

|      | S21: germánico |
|      | |
| S116 | \| \| DF27: vasco-ibérico \| \| \| \| \| \| S28: italo-céltico \| \| \| \| \| \| L21: céltico-atlántico \| \| \| \| |
|      | \| \| DF27: vasco-ibérico \| \| \| \| \| \| S28: italo-céltico \| \| \| \| \| \| L21: céltico-atlántico \| \| \| \| |
|      | DF27: vasco-ibérico                                                                                                 |
|      | |
|      | S28: italo-céltico                                                                                                  |
|      | |
|      | L21: céltico-atlántico                                                                                              |
|      | |

|  | DF27: vasco-ibérico    |
|  |                        |
|  | S28: italo-céltico     |
|  |                        |
|  | L21: céltico-atlántico |
|  |                        |

|      | S21: germánico |
|      | |
| S116 | \| \| DF27: vasco-ibérico \| \| \| \| \| \| S28: italo-céltico \| \| \| \| \| \| L21: céltico-atlántico \| \| \| \| |
|      | \| \| DF27: vasco-ibérico \| \| \| \| \| \| S28: italo-céltico \| \| \| \| \| \| L21: céltico-atlántico \| \| \| \| |
|      | DF27: vasco-ibérico                                                                                                 |
|      | |
|      | S28: italo-céltico                                                                                                  |
|      | |
|      | L21: céltico-atlántico                                                                                              |
|      | |

|  | DF27: vasco-ibérico    |
|  |                        |
|  | S28: italo-céltico     |
|  |                        |
|  | L21: céltico-atlántico |
|  |                        |

|      | S21: germánico |
|      | |
| S116 | \| \| DF27: vasco-ibérico \| \| \| \| \| \| S28: italo-céltico \| \| \| \| \| \| L21: céltico-atlántico \| \| \| \| |
|      | \| \| DF27: vasco-ibérico \| \| \| \| \| \| S28: italo-céltico \| \| \| \| \| \| L21: céltico-atlántico \| \| \| \| |
|      | DF27: vasco-ibérico                                                                                                 |
|      | |
|      | S28: italo-céltico                                                                                                  |
|      | |
|      | L21: céltico-atlántico                                                                                              |
|      | |

|  | DF27: vasco-ibérico    |
|  |                        |
|  | S28: italo-céltico     |
|  |                        |
|  | L21: céltico-atlántico |
|  |                        |

|      | S21: germánico |
|      | |
| S116 | \| \| DF27: vasco-ibérico \| \| \| \| \| \| S28: italo-céltico \| \| \| \| \| \| L21: céltico-atlántico \| \| \| \| |
|      | \| \| DF27: vasco-ibérico \| \| \| \| \| \| S28: italo-céltico \| \| \| \| \| \| L21: céltico-atlántico \| \| \| \| |
|      | DF27: vasco-ibérico                                                                                                 |
|      | |
|      | S28: italo-céltico                                                                                                  |
|      | |
|      | L21: céltico-atlántico                                                                                              |
|      | |

|  | DF27: vasco-ibérico    |
|  |                        |
|  | S28: italo-céltico     |
|  |                        |
|  | L21: céltico-atlántico |
|  |                        |

|      | S21: germánico |
|      | |
| S116 | \| \| DF27: vasco-ibérico \| \| \| \| \| \| S28: italo-céltico \| \| \| \| \| \| L21: céltico-atlántico \| \| \| \| |
|      | \| \| DF27: vasco-ibérico \| \| \| \| \| \| S28: italo-céltico \| \| \| \| \| \| L21: céltico-atlántico \| \| \| \| |
|      | DF27: vasco-ibérico                                                                                                 |
|      | |
|      | S28: italo-céltico                                                                                                  |
|      | |
|      | L21: céltico-atlántico                                                                                              |
|      | |

|  | DF27: vasco-ibérico    |
|  |                        |
|  | S28: italo-céltico     |
|  |                        |
|  | L21: céltico-atlántico |
|  |                        |

|      | S21: germánico |
|      | |
| S116 | \| \| DF27: vasco-ibérico \| \| \| \| \| \| S28: italo-céltico \| \| \| \| \| \| L21: céltico-atlántico \| \| \| \| |
|      | \| \| DF27: vasco-ibérico \| \| \| \| \| \| S28: italo-céltico \| \| \| \| \| \| L21: céltico-atlántico \| \| \| \| |
|      | DF27: vasco-ibérico                                                                                                 |
|      | |
|      | S28: italo-céltico                                                                                                  |
|      | |
|      | L21: céltico-atlántico                                                                                              |
|      | |

|  | DF27: vasco-ibérico    |
|  |                        |
|  | S28: italo-céltico     |
|  |                        |
|  | L21: céltico-atlántico |
|  |                        |

R1b (M343) se divide según ISOGG en los siguientes subclados:
R1b* es raro en general y encontrado en Turquía. Igualmente en kurdos de Kazajistán y persas de Irán. Se encontró R1-M173 (xR1b-P25, xR1a-SRY10831) en el área jordana del mar Muerto, fulanis sudaneses y en Egipto. Sin embargo, actualmente (2021) se considera que no hay casos confirmados para R1b*.

## R1b1 (L754)
R1b1 (L754) está definido por las mutaciones L754/PF6269/YSC0000022, M415 y otras, antes P25. Se habría originado hace unos 20 mil años. El paragrupo R1b1* se encuentra raramente en Turquía, Ucrania e Italia.

### R1b1a
R1b1a (L388, L389) 
- R1b1a1 (P297)

#### R1b1a1a (M73)
El haplogrupo R1b1a1a (M73, Y13200) se encuentra en Asia Central, Medio Oriente y Balcanes. En baskires de Bashkortostán 55% y hazaras de Pakistán 32%. Se extiende hasta Siberia (pueblos túrquicos) promediando un 2%.
- R-M73*: Hallado en Letonia, en restos de hace 7 a 8 mil años.[2]
- R-Y13202: Hallado en Noruega, en restos de hace 4 mil años.[2]
  - R-Y13204: Encontrado en Letonia e Inglaterra.[2]
    - R-M478: Disperso en Rusia y en Pakistán.[2]
    - R-L1432: Encontrado en Rusia, Ucrania, Kazajistán, China y Mongolia.[2]

#### R1b1a1b (M269)

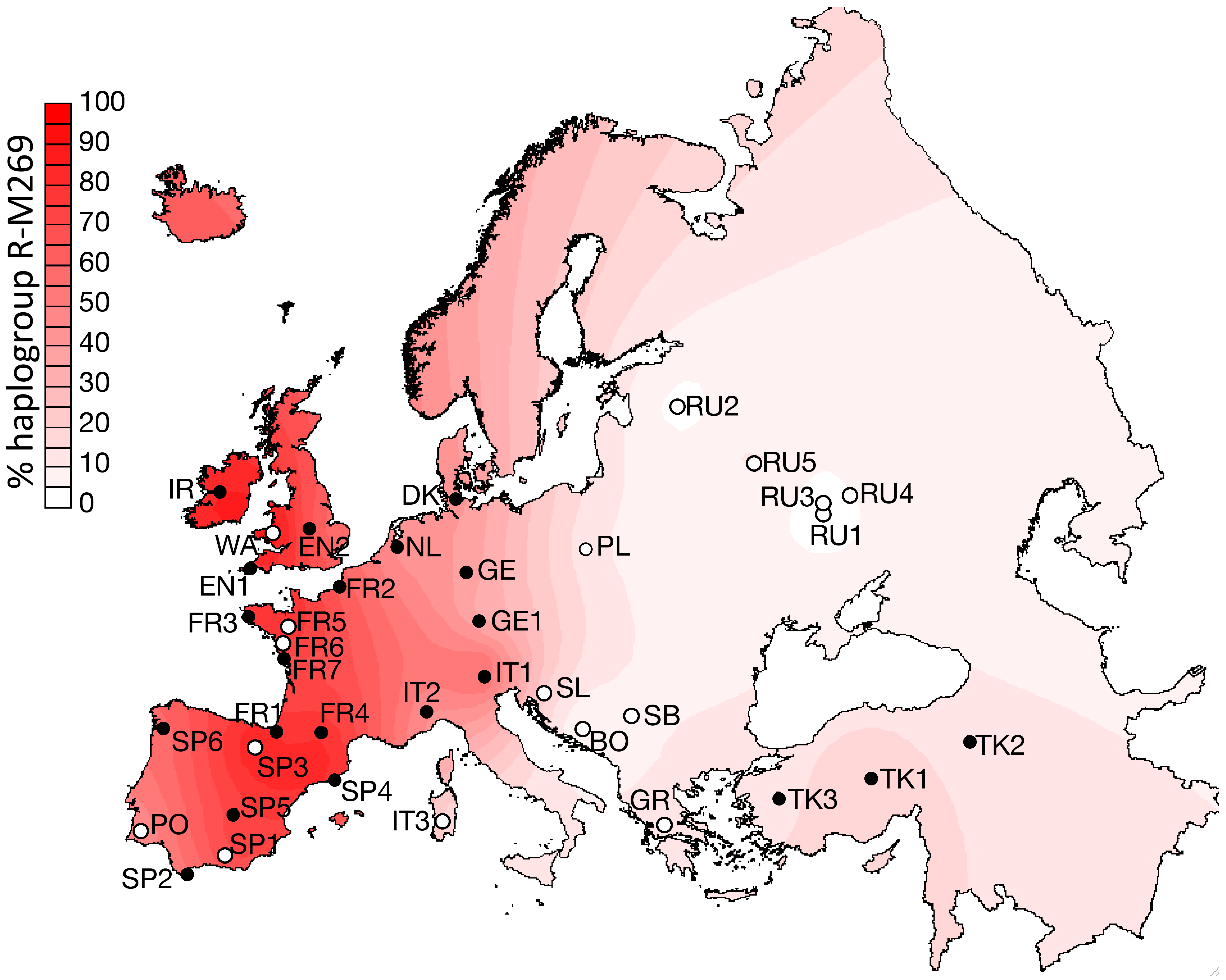
Distribución geográfica de la frecuencia del haplogrupo R-M269

R1b1a1b (M269/PF6517, M520, L265, S3) (antes R1b3 y R1b1c) ha sido llamado el haplotipo representativo del Atlántico, pues se encuentra principalmente en Europa occidental. En la región de Perm es frecuente (84%). Extendido en todo el Medio Oriente, especialmente en Turquía con 14,5%, Irak 10% e Irán 8%. Poca frecuencia en Argelia. Es el haplogrupo más importante en Estados Unidos, tanto en los llamados europeo-americanos (58%) como en hispanos (44%). A este grupo pertenece el faraón egipcio Tutankamon.
- R1b1a1b1 (L23/PF6534/S14, L150)
  - L23*: En Irán está en un 10%, destacando los asirios con 29%.[60] L23(x412) es importante en el Cáucaso y se encuentra extendido en bajas frecuencias en Europa central, Anatolia, Rusia oriental y Asia Central.[61]
  - R1b1a1b1a (L51/M412): Típico de Europa occidental es en realidad el verdadero haplotipo representativo del Atlántico y se habría originado en Europa hace unos 6000 años.[2]
    - L51*: Hallado en Polonia en restos de hace 4 mil años.[2]
    - R1b1a1b1a2 (Z2118): Especialmente en Italia, Alemania e islas británicas.[2]
    - R1b1a1b1a1 (P310, L52)
      - L52*: Hallado en Polonia en restos de hace 4 mil años.[2]
      - R-Y215377: Hallado en Polonia en restos de hace 3350 años.[2]
      - R1b1a1b1a1a (L151, L11)Mapa de R-S21[62]

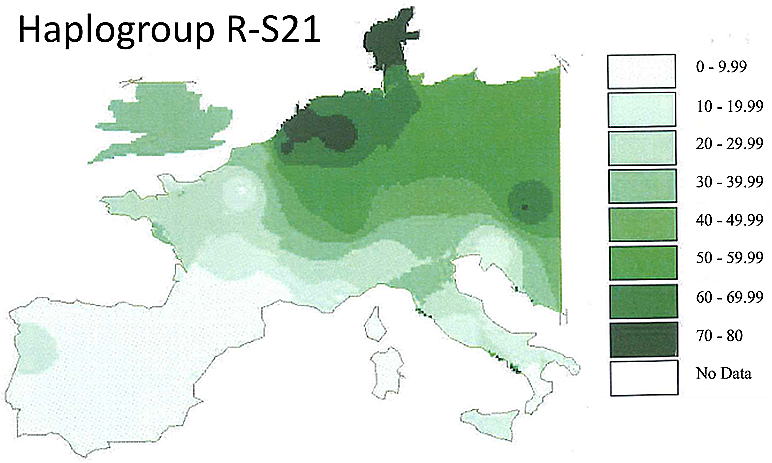
Mapa de R-S21

        - R1b1a1b1a1a1 (S21/U106/M405): La mayor frecuencia está en Europa noroccidental,[63] y es frecuente especialmente en hablantes de lenguas germánicas, por lo que se le considera el haplotipo proto-germánico (ver mapa S21).[64] En Holanda 37%, Austria 23%, Inglaterra 21%, Alemania 20.5%, Dinamarca 18%, República Checa 14%, Suiza 13%, Ucrania 9% y menores frecuencias en el sur de Europa y Turquía. Tiene unos 4800 años de antigüedad,[2] y a diferencia de haplogrupos ancestrales, el desarrollo neolítico en la sociedad agraria y de pastoreo, produjo un notable incremento demográfico, de tal manera que S21 dio lugar a por lo menos 10 subclados hermanos, 7 menores con gran dispersión en toda Europa occidental (hasta Polonia al este), y 3 subclados principales: FGC3861, Z19 y S263.
          - R-FGC3861: En Inglaterra y otras partes de Europa Occidental.[2]
          - R-Z19: Especialmente en Suecia, también en el resto de Escandinavia y en Inglaterra.[2]
          - R-S263: Muy común en Europa noroccidental, especialmente en las islas británicas y Escandinavia; presentándose también en el sur y centro de Europa, y hacia el oriente llegando a Ucrania.[2]

        - R1b1a1b1a1a2 (P312/S116): Típico de Europa occidental. Se halló en España en restos de hace 3300 años.[2] Análogamente a R-S21, presenta gran diversificación temprana, derivando en más de 12 subclados hermanos, de los cuales los principales son:
          - R-DF27: Típico de la península ibérica y disperso en Europa occidental y Latinoamérica, con la mayor variabilidad y frecuencia en España y Portugal (Iberia), y en menor medida al sur de Francia, por lo que se le ha llamado la rama Vasconia-Iberia o de los celtíberos (ver mapa DF27). Se habría originado hace unos 4200 a 4500 años, en plena transición entre el Neolítico y la Edad del Bronce, y con mayor probabilidad en el noreste de Iberia. Se encontró un 40% en las poblaciones ibéricas y hasta un 70% en los vascos, pero cae rápidamente con un 6 a 20% en Francia.[65] Por otro lado, se han identificado al menos unos 47 subclados, todos europeos occidentales, de los cuales unos 19 son marcadamente típicos de Iberia.[2]
          - Z272: Disperso en Europa Occidental y es más frecuente al norte de España, sur de Francia y Andorra.[2]
            - M153: Vascos y gascones.

          - S228/Z198, L176.2
            - M167/SRY2627: En catalanes 22%[66] (ver en:M167), vascos 19%,[67] en Bearn, y menores frecuencias en el resto de España y de Francia, Alemania, Portugal, Rumania, etc.

          - L165: Encontrado en Escandinavia y Gran Bretaña. Posiblemente relacionado con los vikingos.[68]

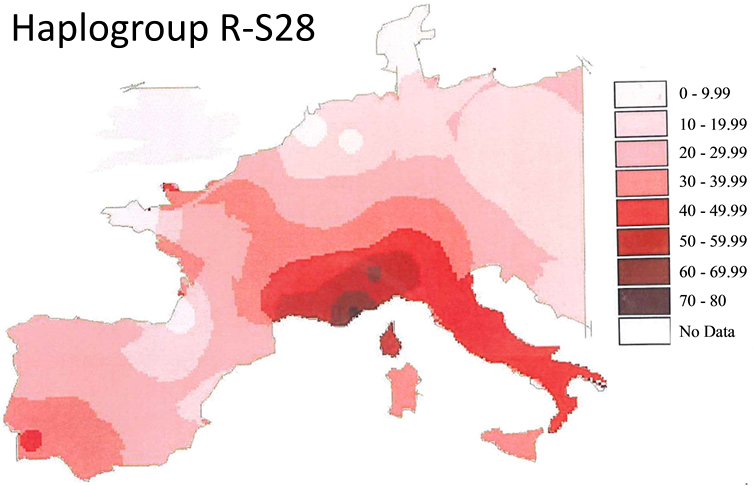
Mapa de R-S28

- -     -       -         -           - R-PF6570/S28/U152: Se considera que sería el haplotipo ítalo-celta,[64] debido a que se encuentra principalmente en la Alemania alpina, Suiza, norte de Italia, Córcega y otras zonas de Europa, pero más frecuente en los Alpes, hallándose en restos celtas de La Tène (ver mapa S28). Se halló en Roma en restos de hace 3350 años. Es muy común en Europa occidental, especialmente en Italia, Francia, Alemania. Gran Bretaña, Irlanda y subsecuentemente en Estados Unidos; también en Suecia y menos frecuentemente en el resto de Europa.[2]
          - S461/Z290
            - R-BY22760: Encontrado en Estados Unidos, especialmente en Kentucky.[2]
            - L21/M529/S145, L459: Característico de las islas británicas, especialmente Irlanda, Escocia y Gales, en donde la frecuencia está entre el 25 y 50%.[69] Ha sido llamada el haplotipo celta-atlántico (ver mapa L21) y también se presenta en Francia, Alemania, Escandinavia y norte de España, con menos frecuencia al sureste de Europa.Mapa del haplogrupo R-L21/S145

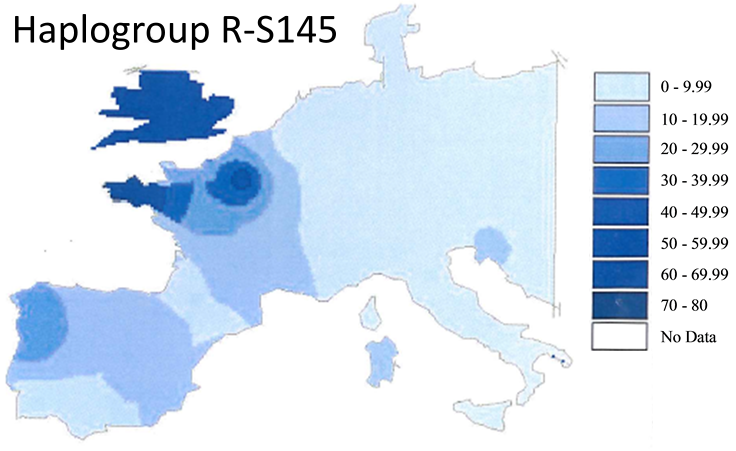
Mapa del haplogrupo R-L21/S145

              - R-L21*: Hallado en Islandia, en restos de hace unos 1000 años. Encontrado en Navarra (España).
              - R-A7905: En Escocia, Irlanda.[2]
              - R-A5846: En Inglaterra especialmente.[2]
              - R-DF63: En Gran Bretaña y disperso en Europa. Hallado en el Líbano en restos de hace unos 950 años.[2]
              - R-DF13
                - DF1: En Irlanda, Gales, Escocia, Italia y otras partes del norte de Europa.
                - L159.2: Especialmente en Gran Bretaña e Irlanda. También parte de Francia, Noruega y Dinamarca.[70]
                - L226/S168: Irlanda.[71]
                - DF21: Bien extendido en las islas británicas. Son el 10% de los L21.[72]

          - R-L238: Típico en los pueblos nórdicos, también en otros pueblos occidentales como los ingleses.[2]
          - R-DF19: En pueblos germánicos, tales como ingleses, alemanes, neerlandeses y escandinavos; también en checos.[2]
          - M65: En vascos.

        - R1b1a1b1a1a3 (AM01876/S1194): Propio de Europa occidental, especialmente Gran Bretaña, Alemania, Francia y Suecia.[2]
        - R1b1a1b1a1a4 (A8051, A8053): Especialmente en las islas británicas.[2]

  - R1b1a1b1b (Z2103/CTS1078): Especialmente en Armenia y Turquía. Se extiende por las costas europeas del Mediterráneo mar Negro.(ver mapa : R1b-L23 (ht35))
    - R-PF331: Especialmente en la península arábiga.[2]
    - R-Y13369 (L584): Con la mayor variabilidad y dispersión en el Cáucaso del Sur. Encontrado bien disperso en Europa, Turquía y resto de Asia Occidental.[2]
    - R-Y4364: Muy variable en Armenia. Disperso en Europa y Cercano Oriente. Encontrado en China.[2]
    - R-Z2106
      - R-CTS8966: Principalmente en el Cáucaso (sur y norte). Encontrado en Italia, Arabia y China.[2]
      - R-Z2108 (Z2109): Disperso ampliamente por toda Europa y escaso fuera de ella. Frecuente en Italia y los Balcanes, especialmente en Montenegro y Albania, y común también en Inglaterra, Alemania, Bulgaria, Serbia, Polonia y Rusia europea, entre otros.[2]

- R1b1a1b2 (PF7558, PF7562)
  - R-Y36978: En el Cáucaso (Armenia, Daguestán)[2]
  - R-FGC31929 (FGC31923): En Armenia, Turquía, Arabia S., China.[2]
  - R-GG480/PF7563: Alta variabilidad en Albania. Encontrado en Italia, Bulgaria, Arabia, Líbano, Armenia, Ucrania, Polonia y otras áreas de Europa.[2]

#### R1b1a2
R1b1a2 (V1636) es escaso pero muy disperso, encontrándose en el Cercano Oriente, Europa y China.

### R1b1b (V88)
R-V2219 es el clado hermano de R1b1a. La población existente se adscribe a V88.
- R-V2219*: Hallado en Mehedinți (Rumania), en restos de hace 9 mil años.[2]
- R1b1b (V88/PF6279) Alta frecuencia en el norte de Camerún, encontrado también en Guinea-Bissau y Sudán. Posee una antigüedad de unos 15 mil años.[2]
  - R1b1b1 (M18): Poco en el sur de Italia (Cerdeña,[73] Cagliari) y Líbano.[74]
  - R1b1b2 (Y7777)
    - R1b1b2a (FGC21034, Y8451)
      - R1b1b2a1 (V35): Solo en el sur de Italia.[2]
      - R1b1b2a2 (Y8447): Importante en hablantes de lenguas chádicas del Norte de Camerún como los uldeme con 95%, mada 76% y daba 37%. En árabes shuwa de Camerún 40%, bereberes de Siwa (Egipto) 24% y hausas del Norte de Nigeria 20%. Encontrado en África del Norte y Occidental.[8]
        - R1b1b2a2a (SK2071, Y7771): Común en árabes (Arabia Saudita, Kuwait, Egipto, Argelia) y en el África subsahariana (especialmente Camerún y Chad).[2]
          - R-V69: En hablantes de lenguas chádicas del Norte de Camerún como los mafa 62%, guiziga 56% y guidar 44%. También en lenguas adamawa y poco en Egipto.[8]

        - R1b1b2a2b (FGC20973, V4746): En Arabia Saudita, Sudán y Kuwait, expandido en Europa Oriental.[2]
          - R-FGC21047: en parte de Europa Oriental.[2]

## R1b2 (PH155)
R1b2 (PH155) es muy escaso y está muy disperso, encontrándose en Europa, Cercano Oriente, subcontinente indio, Cáucaso, Asia Central y China.
- R1b2a (M335): Descubierto en Turquía.[76] Encontrado en Albania, Italia[2] y Yunnan (China).[77]
- R1b2b (PH200): Encontrado en Turquía, Baréin y China.[2]

| Haplogrupos del cromosoma Y humano |                  |   |   |    |    |    |    |    |   |   |     |     |     |     |    |    |    |    |     |     |     |    |    |   |
|                                    | Adán cromosómico |   |   |    |    |    |    |    |   |   |     |     |     |     |    |    |    |    |     |     |     |    |    |   |
|                                    | A                |   |   |    |    |    |    |    |   |   |     |     |     |     |    |    |    |    |     |     |     |    |    |   |
|                                    |                  |   |   | BT |    |    |    |    |   |   |     |     |     |     |    |    |    |    |     |     |     |    |    |   |
|                                    |                  | B | B | B  | CT | CT |    |    |   |   |     |     |     |     |    |    |    |    |     |     |     |    |    |   |
|                                    |                  |   |   | DE | DE | CF | CF | CF |   |   |     |     |     |     |    |    |    |    |     |     |     |    |    |   |
|                                    |                  |   | D | E  |    | C  | C  | F  | F | F |     |     |     |     |    |    |    |    |     |     |     |    |    |   |
|                                    |                  |   |   |    | C1 | C2 |    | G  | H | H | IJK | IJK | IJK | IJK |    |    |    |    |     |     |     |    |    |   |
|                                    |                  |   |   |    |    |    |    |    |   |   | IJ  | K   | K   | K   | K  | K  | K  |    |     |     |     |    |    |   |
|                                    |                  |   |   |    |    |    |    |    |   | I | J   |     |     | LT  | K2 | K2 | K2 | K2 | K2  | K2  |     |    |    |   |
|                                    |                  |   |   |    |    |    |    |    |   |   |     |     | L   | T   |    | MS | MS | MS | MS  | P   | P   | P  | NO |   |
|                                    |                  |   |   |    |    |    |    |    |   |   |     |     |     |     |    | M  | S  |    | Q   | R   | R   |    | N  | O |
|                                    |                  |   |   |    |    |    |    |    |   |   |     |     |     |     |    |    |    |    |     | R1  | R1  | R2 |    |   |
|                                    |                  |   |   |    |    |    |    |    |   |   |     |     |     |     |    |    |    |    | R1a | R1a | R1b |    |    |   |
|                                    |                  |   |   |    |    |    |    |    |   |   |     |     |     |     |    |    |    |    |     |     |     |    |    |   |